# Räfsten i Jämtland 1613
Räfsten i Jämtland 1613 var en landsförräderiuppgörelse riktad mot hela den jämtska befolkningen av den danske kungen Kristian IV. Bakgrunden till räfsten ligger i jämtarnas ageranden under Baltzarfejden 1611-1613. 

## Bakgrund
Jämtarna hade tidigt 1611 beordrats av Danmark att bistå den norska hären i landskapet med förnödenheter och soldater. När Jämtland sedan under sommaren 1611 invaderades av svenska styrkor, anförda av den svensk/finske befälhavaren Baltzar Bäck, bistod jämtarna vare sig med förnödenheter eller soldater. Hos den 2000 man starka norska armén var många på gränsen till svält efter att jämtarna vägrat ge bort säd och andra livsmedel. Moralen sviktade och norrmännen böjde sig snabbt för den mer än dubbelt så stora svenska invasionsarmén efter blott en skärmytsling vid Stavre i södra Jämtland. Norrmännen retirerade västerut till Undersåker där jämtska knektar skulle ansluta sig. Knappt några jämtar anslöt sig och den norska hären beslöt att lämna landskapet till förmån för den svenska övermakten.
Svenskarna gick hänsynslöst fram och brände gårdar, plundrade och hotade med att döda dem som vägrade svära trohetsed. Följden blev att de allra flesta jämtar valde att svära svenske kungen, Karl IX, trohetsed. Kalmarkriget som samtidigt pågick långt söderut gick betydligt sämre för Sverige än Jämtland- och Härjedalskampanjen och den framlidne Karl IX:s son, den nytillsatte kungen Gustav II Adolf, insåg att landskapen inte skulle gå att behålla i en fred trots att några återerövringsförsök från dansk-norsk sida aldrig gjordes. Vid freden i Knäred 1613 fick mycket riktigt Sverige återlämna Jämtland och Härjedalen till Danmark-Norge.
Den danske kungen Kristian IV spillde ingen tid och beordrade jämtarna att per omgående skicka ned en delegation till Köpenhamn för att förklara sina handlingar under kriget. Åtta personer utvaldes som ombud i Jämtland och medförde en fullmakt om befolkningens talan som visade kriget ur jämtarnas synvinkel, nämligen hur allmogen lämnats försvarslösa av norrmännen och därigenom befunnit sig i en position där de nödgades att bistå de svenska kraven. Härjedalingarna friades från anklagelserna, men för jämtarna skulle räfsten börja hösten 1613.

## Anklagelser
Jämtarna åtalades på i huvudsak fem punkter:
- De jämtska soldaterna vägrade ligga på en mils avstånd till den svenska hären och istället ryckte undan trots skarpa order.
- Jämtarna hade befallts att lämna proviant till trupperna, men brydde sig inte om att ge eller ens sälja säden vilket innebar att de norska trupperna på grund av proviantbrist blev oregerliga.
- Befolkningen gick ej man ur huse, bara var fjärde man hörsammade påbudet och då i regel äldre.
- De jämtska knektarna vägrade att ansluta sig till de norska styrkorna i Undersåker.
- Jämtarna hade redan innan svenskarna förekommit med mord och brand svurit trohetsed till svensken.[4]

Skulden till att den norska hären tvingats retirera lades på jämtarna. Huvudargumentet enligt norrmännen var jämtarnas utbredda ovilja att leverera livsmedel, jämtarnas otrohet och att många haft hemlig kontakt med fienden. Skulden lades emellertid inte helt och hållet på jämtarna, utan även en del norrmän skulle komma att inkluderas i den stundande räfsten som ägde rum i Jämtland, Härjedalen och Stjørdal i Norge.
Kristian IV tillsatte en kommission som bestod av länsherren i Trondheims län, Klaus Daa, den tidigare länsherren Jens Bjelke, ärkediakonen Palle Rosenkrantz, lagmannen Jakob Pedersen samt Trondheims borgmästare Jörgen Grim. Därtill kom skrivare, tjänare och knektar att inkluderas.
Kung Kristian fastslog att jämtar som hade svurit svensken trohet skulle fråndömas sin rätt att äga sitt gods och att odla på sina marker. Den som inte fullgjort sin plikt med att bistå den norska hären med livsmedel skulle dömas till böter trots att denne inte begått landsförräderi. Invånarna i Jämtland skulle också tvingas betala skatt retroaktivt till den danska kronan för de år de varit under svensk överhöghet. Tidigare privilegier som reducerad skatt drogs omedelbart in.
Officiellt förkunnade kommissionen sin dom den 3 februari 1616 och lydde:
| ” | Då jämtarna i deras grova förseelse framhärdade ända till fejdens slut, avsade rätten den domen, att alla, som hava hört, sett eller vetat av fiendens brev och det haver fördöljt, sammaledes och dessa,som hava svurit (svenska – författarens anmärkning) konungen huldskap och troskap, de hava örbrutit deras odal till oss och (danska – författarens anmärkning) kronan, så mycket de äga och hava. | „ |

## Räfsten
År 1613 fanns det i Jämtland 39 socknar indelade i 14 tingslag. Befolkningsantalet är svårt att uppskatta, men åren 1600-1601 gjordes ett skatteregister över Jämtlands befolkning där sammanlagt 1782 brukare uppräknades. Eftersom siffran bara räknar skattepliktiga medborgare blir mörkertalet mycket högt med tanke på att det i stort sett bara var jordägande män som inföll under den kategorin. Kvinnor, barn, inhysesfolk och äldre är kategorier som knappt inräknats överhuvudtaget. Under räfsten fanns dock sammanlagt 1469 skattepliktiga brukare i Jämtland, men härvid spelar också ett stort mörkertal in. Antalet brukare sjönk därmed med 17 % mellan åren 1600 och 1614, från 1782 till 1469.

### Straffade
Kommissionen gick grundligt fram och förhörde i stort sett varje brukare i hela Jämtland. Inte mindre än 80 % av Jämtlands befolkning, drygt 1200 brukare, blev förklarade som brottslingar under räfsten. Dem som straffades förlorade odelsrätten till sina gårdar och gods. Den danska kronan hade därmed övertagit gårdarna och fick således arrenderätten över i stort sett hela Jämtlands bebyggelse. Jämtarna ålades med en landsskuld som varierade från gård till gård. Jämtland var vid tiden för räfsten redan ett utmärglat landskap och den danska kommissionen fann det därför lämpligt att sätta en relativt låg summa.
Endast två personer avrättades, Jakob Söffrensson och Jöns Jönson, som utfört en slags konspiration mot den danska kronan och i hemlighet omskrivit den försvarsskrift som framfördes i Köpenhamn när jämtarna stod till svars för sina gärningar under kriget. Andra hård straff involverar landsförvisning där två man erhöll straffet med hot om avrättning om de återkom eller om de ej gett sig av från Jämtland inom utsatt tid. Den ene, länsman Henning Persson i Lit, svor svensken trohet och beslagtog sedan förmögenheter och inventarier. Den andre, Peder i Mellgård i Revsund, hade läst Baltzar Bäcks brev om svenskarnas intentioner i landskapet, men inte varskot den norska armén om detta.
Jämtlands urgamla rätt att föra sigill upphävdes av Kristian IV och återsändes till Köpenhamn. Provinsen skulle emellertid få ett nytt sigill 1635, ett som för övrigt fortfarande är i bruk.

### Knektutskrivning
De jämtska knektar som under Baltzarfejden legat under befälhavarna Johan Vessling och Henning Jönsson ansågs vara värre förrädare än dem som bara svurit svensken trohet. Anledningen var att dessa knektar kontinuerligt visade dålig moral och lojalitet mot Danmark-Norge på grund av deras okontrollerade reträtt vid första anblicken av fienden samt att endast en handfull anslöt sig till den retirerande norska styrkan i Undersåker. Reträtten av jämtarna försämrade även moralen hos de norska trupperna och dessa jämtska knektar ansågs vara stora landsförrädare.
I Jämtland utskrevs 227 knektar till försvaret av provinsen för Danmark-Norge. Flest knektar skrevs ut i Lits tingslag med 31 och i Frösö socken rekryterades inte mindre än 17 knektar. Som motsats skrevs inte en enda knekt ut i Ragunda tingslag.
När Sverige invaderat Jämtland tvångsutskrev även den svenska krigsmakten jämtar som knektar till det Ingermanländska kriget mot Ryssland. Mellan 40-200 man utskrevs från Jämtland att bli svenska knektar och skickas till det avlägsna öster.

### Svurna och icke-svurna
Att majoriteten av invånarna stannade kvar i Jämtland innebar att de hamnade under svensk överhöghet vilket medförde att de också behövde svära trohetsed till den svenske kungen. Detta inträffade ofta när en provins under denna tid underställt sig en ny stat. Hotelser, bestraffningar och i vissa fall även tortyr väntade den som vägrade att svära. Baltzar Bäck var inte den som höll inne med hotelser och det visas inte minst när han förkunnade jämtarnas skyldighet att till den svenske konungen svära trohet. Bäck skrev flera brev och kungörelser där han upprepade gånger påtalade vad som skulle hända den som inte underställde sig den svenska kronan.
Antalet icke-svurna i Jämtland är därav inte särskilt många, endast 63 personer. Runt en tredjedel av dessa hittas i Lits tingslag med 18 som inte svurit. Även i Sunne tingslag fanns många som vägrat svära, 16 stycken. Övriga tingslag har alla markant lägre siffror av dem som inte svurit och i Ragunda tingslag var det endast en brukare som vägrat svära. Anmärkningsvärt är det höga antalet, sett till folkmängden, i Föllinge socken i Lits tingslag. 5 av socknens 11 brukare vägrade att svära svensken trohet vilket ger en remarkabelt hög procentuell siffra med närapå 50 % av icke-svurna.
Antalet som svurit den svenske kungen trohetsed uppgår till 1231, det vill säga ungefär samma antal som blev dömda av kommissionen. I Brunflos, Hammerdals och Ragundas respektive tingslag svor inte mindre än cirka 90 % av invånarna trohet. I Hammerdals socken svor 63 av cirka 70 brukare vilket ger en procentsats på 90 %, den högsta siffran av alla Jämtlands socknar. Den lägsta siffran hittas i Undersåkers tingslag där endast 20 av 100 brukare svor svensken vilket ger cirka 20 % svurna, lägst i Jämtland.

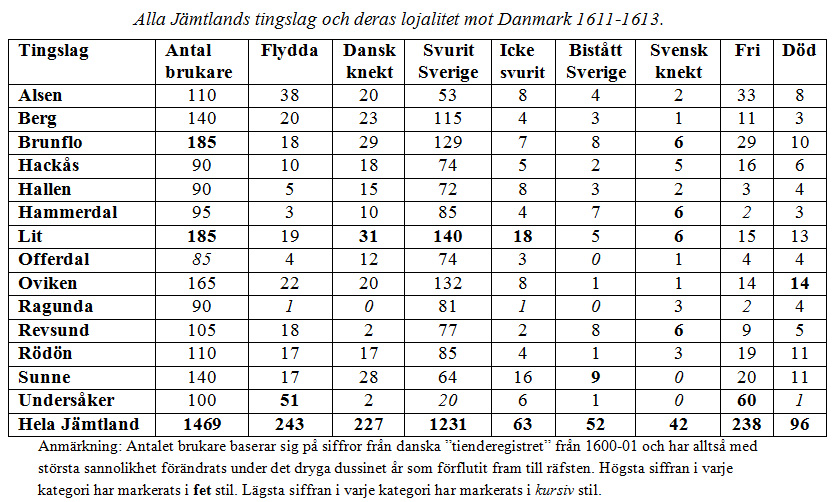
Tabell över Jämtlands alla brukare/bönder i samtliga tingslag under räfsten, sammanställd av Joakim Danielsson.

### Flydda och fria
Sammanlagt flydde 243 jämtska brukare från 31 av de 39 socknarna under Baltzarfejden varav 159 flydde under det första krigsåret. Flest flydda i en socken var i Alsens socken där 34 brukare flydde. Högsta antalet flydda från ett tingslag är från Undersåkers tingslag där 51 personer tog till flykten. Från Ragunda tingslag flydde endast en brukare. Som kuriosa kan nämnas att en av dessa 243 faktiskt inte flydde från svensken, utan från dansken. I Revsunds tingslag och framförallt i Sundsjö socken flydde först en stor del av befolkningen, men återvände kort därpå. En av dem som flydde återvände först för att undersöka vad svenskarna tänkte göra under ockupationen och vid insikten om vad som skulle kunna inträffa återvände denne till flyktsällskapet varvid dessa återvände till socknen. Den som flydde gjorde det i regel av rädsla för att bli utskriven som knekt till den svenska armén och kriget i Ryssland, men det fanns också ett fåtal som flydde till Norge av lojalitet till densamma.
Att fly krävde stora uppoffringar och 1600-talsflyktingar i de nordliga nejderna kunde knappast räkna med någon överdriven ömkan. Att fly eller inte var ett svårt beslut att ta, även för de mest lojala dansksinnade. Under Nordiska sjuårskriget, 1563-1570, genomled flyktingarna oerhört hårda tider med svält, hunger, värdelös levnadsstandard och ond bråd död. Många flyktingar uppförde kojliknande hus i vildmarken, omgivna av träskmarker och myrar med konstant blöta och förruttnade väggar. En del mer lyckosamma fick arbete i Norge, men dessa var oerhört få. Att vara flykting under sommaren medförde därtill att skörden kvarlämnas, som under 1611 såg lovande ut, till fienden att skövla. De lämnade även ägodelar och gården kunde komma att brännas eller hamna under svenska kronan. Till råga på allt väntade en lång och hård vandring i väglöst lan över gränsfjällen. Merparten av de jämtska flyktingarna tvingades att gå från gård till gård och tigga bröd. Dem som svalt och frös ihjäl var åtskilliga.
Antalet friförklarade och antalet flydda är i stort sett identiska, 238 friförklarade och 241 flydda. Av de 238 friförklarade fanns en fjärdedel i Undersåkers tingslag, som haft den överlägset största siffran flydda och friförklarade under räfsten. Hammerdal och Ragunda ligger i botten i den statistiken. Bara två friförklarade i vartdera tingslag samt tre flydda från Hammerdal och blott en från Ragunda. Anmärkningsvärt är att Hallens tingslag som ligger på västra sidan om Storsjön rent logiskt sett borde ha relativt höga antal flydda och friförklarade med tanke på att alla övriga tingslag väster om Storsjön, men så är märkligt nog inte fallet.

### Skillnader mellan västra och östra Jämtland
Det är stora skillnader på invånarnas handlingar under Baltzarfejden mellan de östra och västra delarna av Jämtland. I huvudsak rör det sig om fyra tingslag, Undersåker och Offerdal i väst och Hammerdal och Ragunda i öst. Det finns dessutom vissa skillnader mellan tingslagen i väst. Det är en klar skillnad mellan Undersåkers tingslag och Offerdals tingslag i andelen straffade. I Offerdal är den siffran betydligt större än i socknarna hemmahörande i Undersåkers tingslag. Några tydliga tendenser till lojalitet mot Norge kan icke skönjas i Offerdal trots att Offerdals yta har gränsar mot Norge och på 1600-talet var mer tätbebott än socknarna i Undersåkers tingslag. Den största skillnaden emellan Undersåker och Offerdal är antalet flydda där 51 brukare tog till flykten från Undersåkers tingslag samtidigt som allenast en från Offerdals tingslag flydde. Undersåker hade sannolikt en utvecklad handel med Norge och med de gränsöverskridande giftermålen innebar att många hade släkt på bägge sidor av gränsen. Givetvis är också det korta avståndet till gränsen sett till bebyggelsen i Undersåker en viktig faktor att ta hänsyn till. I Östjämtland var Hammerdals och Ragundas tingslag betydligt mer lika varandra och knappt några skillnader går att skönja och skillnaderna som finns är oerhört små.
Invånarna i Västjämtland hade en avesvärt mycket större andel dansk-norskvänliga än motsvarigheten i Östjämtland. Undersåkers tingslag kan dessutom betraktas som uttalat danskvänligt. Det går också att konstatera att ju längre socknarna sträckte sig norrut, desto färre flydde över gränsen till Norge och fler svor svensken trohet.

## Efter räfsten
De jämtar som inte hade råd att betala sin landsskuld till Danmark-Norge fick finna sig i att den danska kronan när som helst kunde sparka ut dem från sina gårdar. Totalt hade 1233 brukare året därpå, det vill säga 1614, återköpt rätten till sina gårdar till ett sammanlagt värde av 7275 daler och efter ytterligare några år hade 130 brukare till gjort återköp. De som inte lyckades skrapa ihop medel nog att betala fick ändå sina gårdar tillbaka 30 år senare vid det svenska maktövertagandet av Jämtland 1645.
Tiden efter denna räfst är med största sannolikhet Jämtlands svåraste tid, så här långt. Kriget 1611-13 medförde plundrade och nedbrända gårdar och kyrkor, höga skatter och en terrorregim. Tiden därefter innebar förvisso inga mer plundringar och bränder, men väl höga skatter, landsskulder och förlorad odelsrätt, mot en befolkning som alltså redan var hårt pressad.
Jämtarnas nationsidentitet var vid tiden för räfsten svag och osäker. Det kan knappast sägas om till vilken nation jämtarnas lojalitet låg, vare sig före eller efter räfsten, men det finns en hel del som explicerar att jämtarna först och främst inte var lojala mot Danmark, Norge eller Sverige, utan mot sitt eget landskap. Jämtarnas ställning gentemot Norge var svag förankrad och med det självstyre som Jämtland åtnjöt i Danmark-Norge gynnade inte någon lojalitet till densamma, men den svenska brutala administrationen i landskapet var heller inte särskilt väl ägnad att skapa lojalitetsband.